# Patrice Wymore

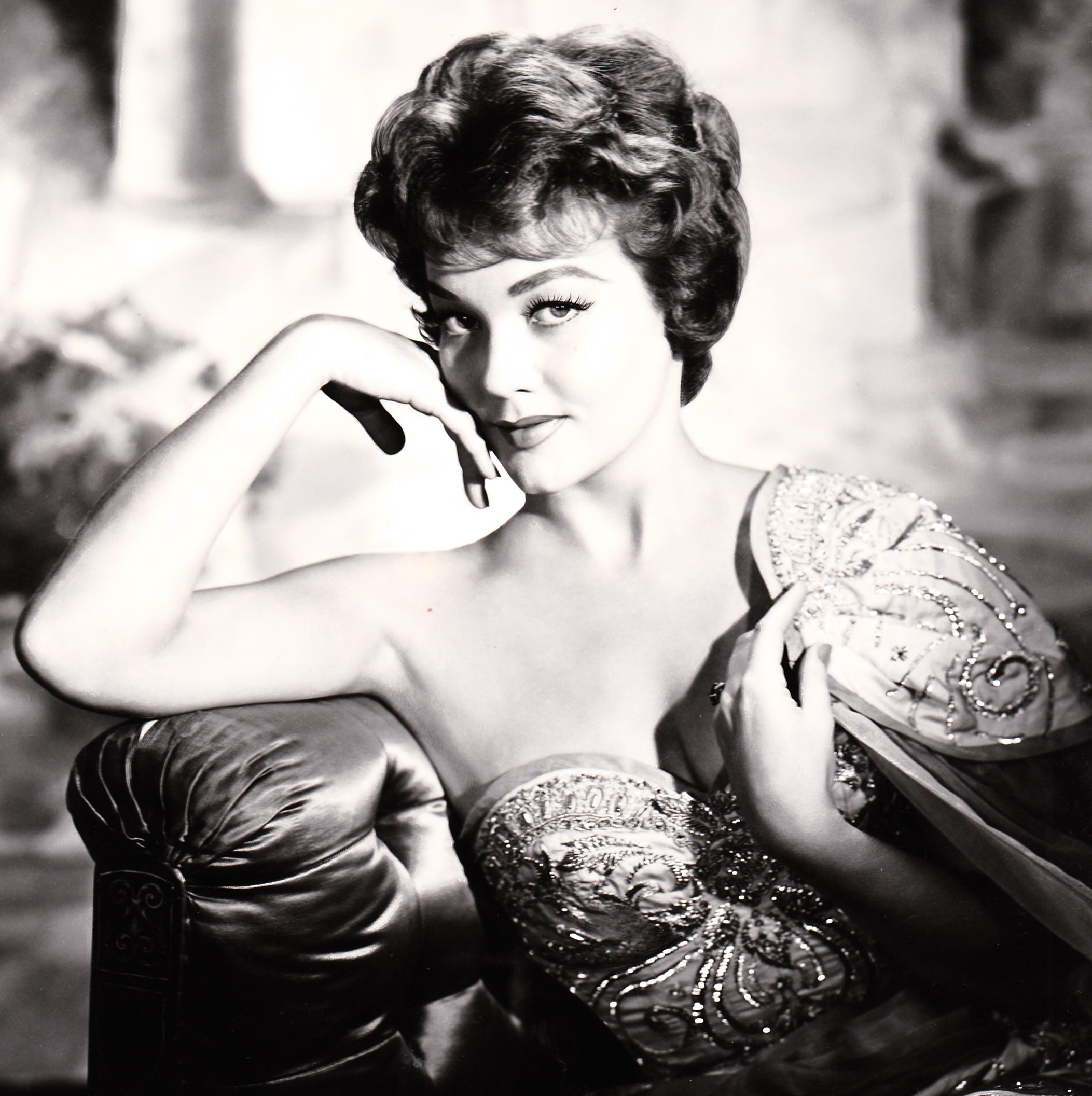
Patrice Wymore

Patrice "Pat" Wymore là một nữ diễn viên và ca sĩ người Mỹ. Cô được biết đến như là một nữ diễn viên điện ảnh, truyền hình và sân khấu trong những năm 1950 và 1960. Cô sinh ra ở Miltonvale, Kansas. Cô đã kết hôn với diễn viên người Úc, Errol Flynn, từ năm 1950 cho đến khi mất vào năm 1959.
Wymore đã qua đời sau một cơn bệnh nặng vào ngày 22 tháng 3 năm 2014 tại Portland, Jamaica ở tuổi 87.